# Berlini csata
A berlini csata volt az utolsó jelentős csata Európában a második világháború idején.
A Visztula–Odera-hadművelet után (1945. január–február) a Vörös Hadsereg felsorakozott Berlintől keletre, egy 60 km-es szakaszon. Az offenzíva április 16-án kezdődött, ekkor két szovjet hadseregcsoport megtámadta Berlint keletről és délről, miközben a német erők a város északi részén összpontosultak.
A védelmi előkészületek a német főváros környékén március 20-án kezdődtek a nemrég megalakult Visztula hadseregcsoporttal, Gotthard Heinrici tábornokkal az élén. A város elérése előtt a Vörös Hadsereg két fontosabb ütközeten volt túl: a seelowi-magaslatoki és a halbei csatán. 1945. április 20-án, Hitler születésnapján az 1. Belorusz Front Zsukov marsall irányítása alatt elkezdte ágyúzni Berlin központját, miközben Konyev marsall 1. Ukrán Frontja nyomult előre délről. A német védelmet elsősorban Helmuth Weidling biztosította. Mindezek ellenére a város védelmére szánt erők, a szervezetlen Wehrmacht és Waffen-SS hadosztályok (a szegényesen vezetett Volkssturm és Hitlerjugend-tagokkal együtt) elbuktak. A következő pár napban a Vörös Hadsereg elérte a városközpontot, ahol közelharcba kezdett.
Mielőtt a csata véget ért, Hitler és számos követője öngyilkosságot követett el. Bár a város helyőrsége május 2-án megadta magát, a harcok folytatódtak Berlin nyugati részén egészen az európai háború végéig, május 8-ig (a szovjet számítások szerint 9-ig).

## Előzmények
1945. január 12-én a Vörös Hadsereg belekezdett a Visztula–Odera hadművelet végrehajtásába a Narew folyón át. A negyedik napon a szovjetek átkeltek a folyón, és nyugat felé vonultak, 30–40 km-t megtéve naponta. Elfoglalták Kelet-Poroszországot, Danzig és Posen városát, majd felsorakoztak egy 60 km-es szakaszon Berlintől keletre, az Odera folyó partján.
Az újonnan alakult Visztula-hadseregcsoport, Heinrich Himmler parancsnoksága alatt ellentámadásba kezdett, ez a kísérlet azonban február 24-én elbukott. A Vörös Hadsereg ezután Pomeránia felé fordult, majd elérte Sziléziát.
Délen még folyt Budapest ostroma. A három német kísérlet, ami a bekerített magyar főváros megsegítésére irányult, elbukott, és Budapest február 13-án szovjet kézre került. Adolf Hitler ragaszkodott az ellentámadáshoz, hogy visszafoglalják a Drávaközt. A cél az volt, hogy megmentsék a zalai olajlelőhelyeket, és visszanyerjék a Dunát a későbbi hadműveletekhez. A kimerült német erőknek azonban ez lehetetlen küldetés volt. Március 16-án a német „Tavaszi ébredés” hadművelet elbukott, és a Vörös Hadsereg ellentámadása 24 órán belül teljesen visszafoglalta a németek által tíz nap alatt szerzett területeket.Március 30-án a szovjetek elérték Ausztriát, és április 13-án, a bécsi csatában elfoglalták az osztrák fővárost.
1944 szeptembere és júniusa között a Wehrmacht több mint egymillió embert vesztett, továbbá hiányzott az üzemanyag és a fegyverzet egy hatékony hadművelet végrehajtásához. 1945. április 12-én a Führerbunkerben rejtőző Hitler, aki már korábban elhatározta, hogy tanácsadói kívánsága ellenére a városban marad, megtudta, hogy az Egyesült Államok elnöke, Franklin D. Roosevelt meghalt. Ez tovább erősítette hamis elképzeléseit: azt remélte, hogy az Egyesült Államok kilép a szövetségesek közül, és Berlint megmenthetik az utolsó pillanatban, ahogy az egyszer már megtörtént.

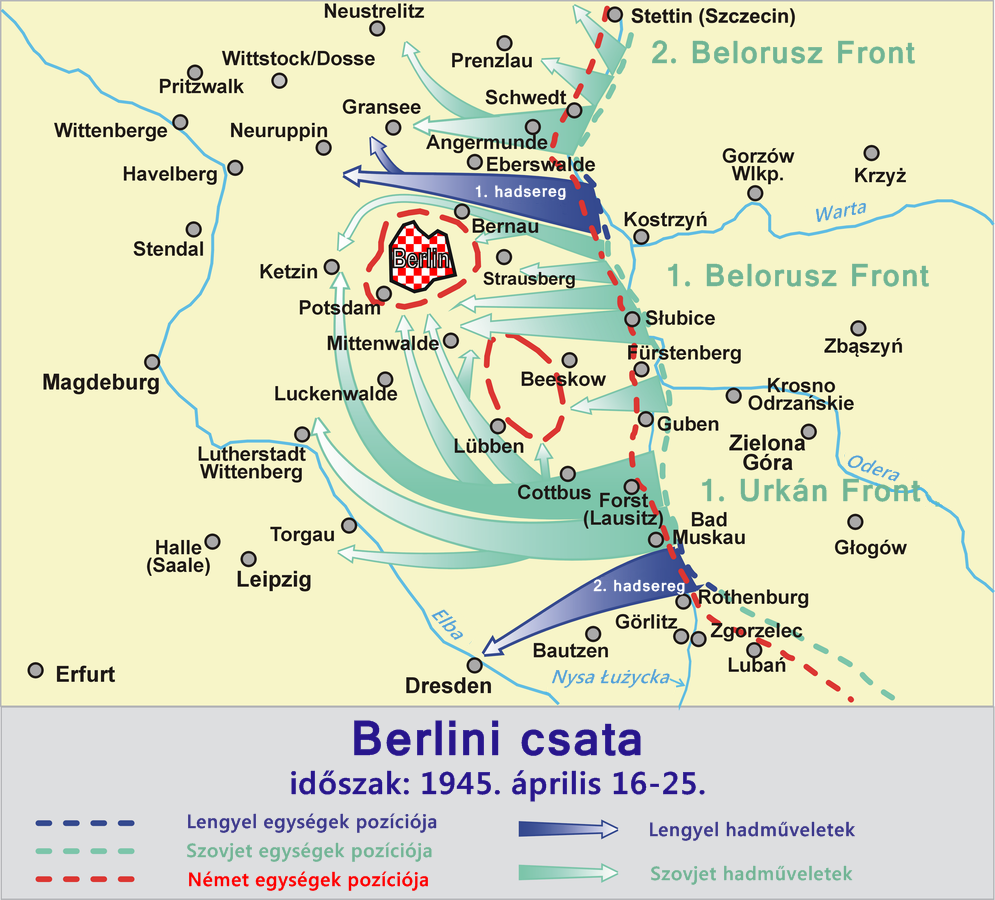
A szovjetek és a keleti szövetségesek fő előrenyomulásai

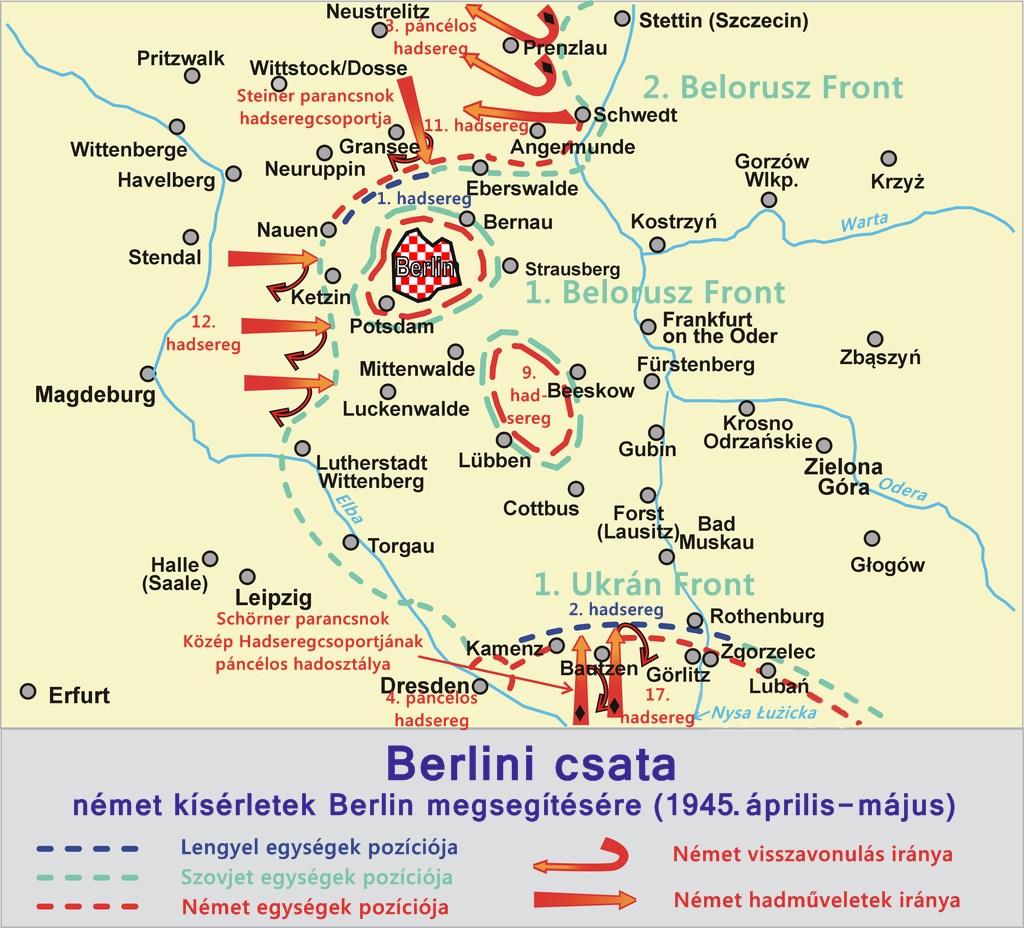
Csapatmozgások áprilisban és májusban

A nyugatról érkező szövetségeseknek nem voltak terveik a város elfoglalására. Az Egyesült Államok Hadseregének tábornoka, Dwight D. Eisenhower elvesztette érdeklődését a Berlinért folyó versenyben, és úgy látta, nincs szükség nagyobb veszteségre azzal, hogy megtámadja a várost, amely amúgy is szovjet befolyás alá kerülhet a háború után, ráadásul ha a két fél egyszerre támadja meg Berlint, baráti tűznek is kiteszi katonáit. A nyugati szövetségesek fő hozzájárulása a főváros bombázása volt. 1945-ben az Amerikai Egyesült Államok Légiereje nagy számú rajtaütést hajtott végre a város felett, és a Brit Királyi Légierő de Havilland Mosquito gépei is 36 egymást követő éjszakán keresztül bombázták a német fővárost április 20-ig, amikor a szovjetek elérték azt.

## Előkészületek
A szovjet hadműveletnek, amely Németország belseje felé, később Németország keleti részére terjedtek ki, két célja volt: Sztálin nem hitte, hogy a nyugati szövetségesek átadják az általuk elfoglalt területeket a háború után, ezért az offenzíva széles fronton és gyorsan folyt, hogy minél több területet szerezzenek meg, mielőtt szövetségeseikkel találkoznak. A legfontosabb cél azonban a német főváros elfoglalása volt. Ezek egymással összefüggtek, mivel a főváros elfoglalása nélkül nehéz lett volna gyorsan területeket szerezni annak környékén. Berlin más szempontból is értékes volt a szovjetek számára: Itt tartózkodott Adolf Hitler, és javában folyt a német atombomba program is.
Március 6-án Hitler kijelölte Helmuth Reymann altábornagyot a város védelmi vonalainak parancsnokává, leváltva ezzel Bruno von Hauenschildet. Március 20-án Gotthard Heinrici tábornokot kijelölték a Visztula hadseregcsoport főparancsnokává, leváltva ezzel Heinrich Himmlert. Heinrici a német hadsereg egyik legjobb védelmi stratégája volt, azonnal belekezdett a tervek létrehozásába. Helyesen állapította meg, hogy a fő szovjet előrenyomulás az Odera folyón át történik a fő kelet-nyugat autópálya mentén. Úgy döntött, nem védi meg az Odera partját többel, mint kisebb csatározásokkal. Ehelyett elrendelte a mérnököknek, hogy erősítsék meg a Seelowi-magaslatokat – egy dombságot, ahonnan könnyen felügyelhető az Odera azon pontja, ahol az autópálya keresztezi azt. A pont 17 km-re nyugatra volt a folyótól és 90 km-re keletre Berlintől. Az erők nagy része aztán ezekre a magaslatokra összpontosult. A német mérnökök mocsárrá változtatták az Odera árterületét, ezzel növelve a védelem hatékonyságát. Emögött, a fennsíkon további három védelmi állást építettek ki, elérve Berlint. (A Berlinhez közelebb található vonalakat Wotan pozíciónak nevezték). Ezek a vonalak tankcsapdákból, páncéltörő lövegekből, bunkerek és árkok kiterjedt hálózatából álltak.
Április 9-én, hosszú ellenállás után a kelet-poroszországi Königsberg szovjet kézre került. Ez felszabadította Rokosszovszkij marsall 2. Belorusz Frontját, amely így nyugat felé vonulhatott, az Odera keleti partjára. Zsukov marsall az 1. Belorusz Frontra koncentrált, amelyet áttelepítettek az Odera folyó mentén Frankfurtból egy Seelowi-magaslatokkal szemben található területre. A 2. Belorusz Front Seelowi-magaslatoktól északra vonult, az 1. Belorusz Front által korábban megtisztított területekre. Amíg ez az átcsoportosítás zajlott, rések keletkeztek a vonalon, így Dietrich von Saucken II. német hadseregének fennmaradt egységei megpróbáltak elszökni a Visztula deltája felé. Délen Konyev marsall az 1. Ukrán Front súlyát áthelyezte Felső-Sziléziába, a Neisse folyótól északnyugatra.
A három szovjet front magába foglalt 2,5 millió embert (beleértve az 1. lengyel hadsereg 78 556 katonáját), 6250 tankot, 7500 harci repülőgépet, 41 600 tüzérségi löveget és ágyút, 3255 Katyusa rakétavetőt (Sztálin orgona), és további 95 383 motoros járművet, melyeket javarészt az Egyesült Államokban gyártottak.

## Odera–Neissei csata
A berlini csata legnagyobb ütközete a Seelowi-magaslatok környékén valósult meg, ez volt az egyetlen nagy védvonal Berlin és a szovjetek között. A harc több mint 4 napig tartott, április 16-tól 19-ig, és egyike volt a második világháború utolsó nagy ütközeteinek. Közel egymillió szovjet katona, több mint 20 000 tank és tüzérségi löveg feladata volt betörni "Berlin kapuin", amelyet körülbelül 100 000 német katona, 1200 tank és löveg védett. A szovjet erők Zsukov marsall vezetésével 30 000 katona árán átjutottak a védelmi pozíciókon, miközben a németek vesztesége 12 000 fő volt.
Április 19-én, a negyedik napon az 1. Belorusz Front áttört a Seelowi-magaslatokat védő egységek utolsó vonalán is, már csak szétszórt német alakulatok választották el őket a fővárostól. Eközben Gordov 3. gárdahadserege Ribalko 3. és Leljusenko 4. páncélos gárdahadserege gyorsan nyomult előre északkelet felől megközelítve Berlint, amíg a hadsereg többi része nyugat felé tartott az Egyesült Államok frontvonala felé, Berlintől délnyugatra. Ezekkel az előnyökkel a Vörös hadsereg beékelődött az északi Visztula hadseregcsoport és a déli Közép Hadseregcsoport közé. A nap végére a német keleti frontvonal északon Frankfurttól, Seelowon át a déli Forst városáig megszűnt. Ezek az áttörések szabaddá tették a két szovjet front számára, hogy bekerítsék a német 9. hadsereget, Frankfurttól nyugatra. A 9. hadsereg kitörési kísérletei nyugat felé eredményezték a halbei csatát. A szovjetek nagy árat fizettek a győzelemért: 2807 tankjuk veszett oda április 1. és 19. között, ebből legkevesebb 727 a Seelowi-magaslatoknál.
Eközben a Brit Királyi Légierő de Havilland Mosquito gépei nagy számú stratégiai rajtaütést hajtottak végre a berlini alakulatok ellen április 15-én (105 bombázó), április 17-én (61 bombázó), április 18-án (57 bombázó), április 19-én (79 bombázó), és április 20-án (78 bombázó).

## Berlin bekerítése

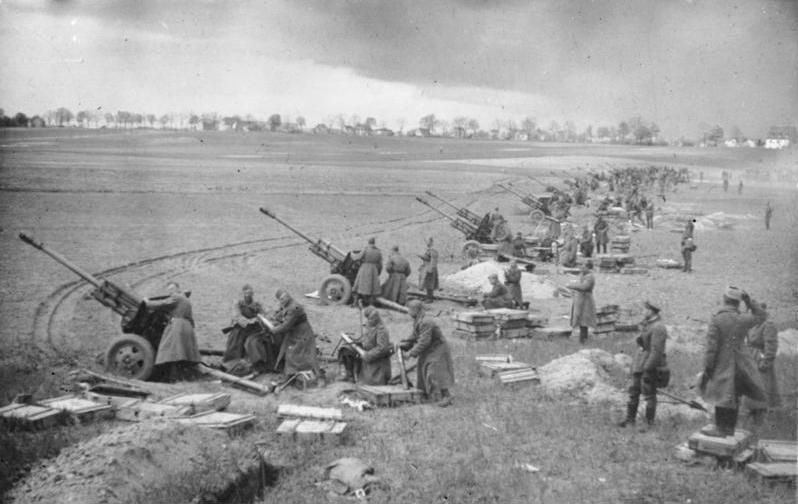
"96 akna zúdult Berlin központjára pár perc leforgása alatt". Szovjet tüzérség Berlin körül

1945. április 20-án, Hitler 56. születésnapján az 1. Belorusz Front tüzérsége elkezdte ágyúzni Berlint, egészen addig amíg a város meg nem adta magát.  Amíg ez a hadsereg a város keleti, északkeleti részén haladt, addig az 1. Ukrán Front átjutott a Közép Hadseregcsoport utolsó, északi alakulatain, félútra kerülve az Elbától, egyben az amerikai frontvonaltól is. Északon, Stettin és Schwedt városa között a 2. Belorusz Front megtámadta a Visztula hadseregcsoport északi szárnyát, amit Hasso von Manteuffel III. páncélos hadserege alkotott. A következő nap Szemjon Bogdanov 2. páncélos gárdahadserege körülbelül 50 km-t haladt előre Berlintől északra, majd megtámadta a délnyugati Werneuchent. A szovjet tervek elsősorban Berlin körülzárására, majd a 9. hadsereg bekerítésére irányultak.

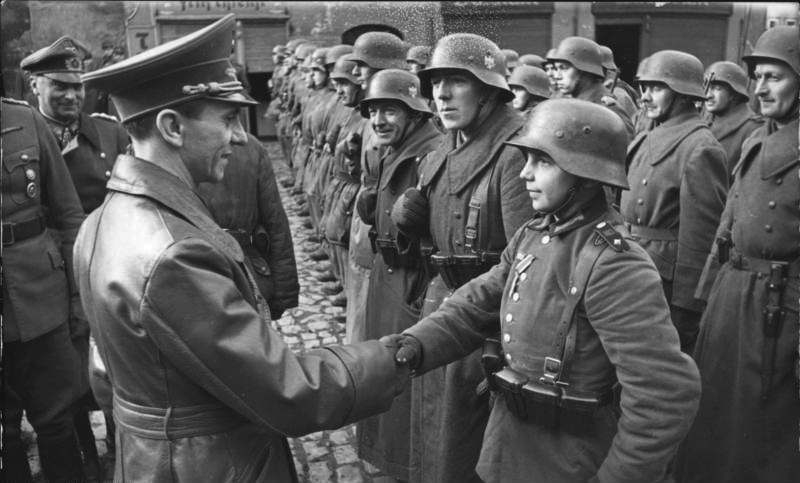
1945 márciusa: Joseph Goebbels kitünteti a 16 éves Willi Hübnert a Vaskereszt Másodosztályával

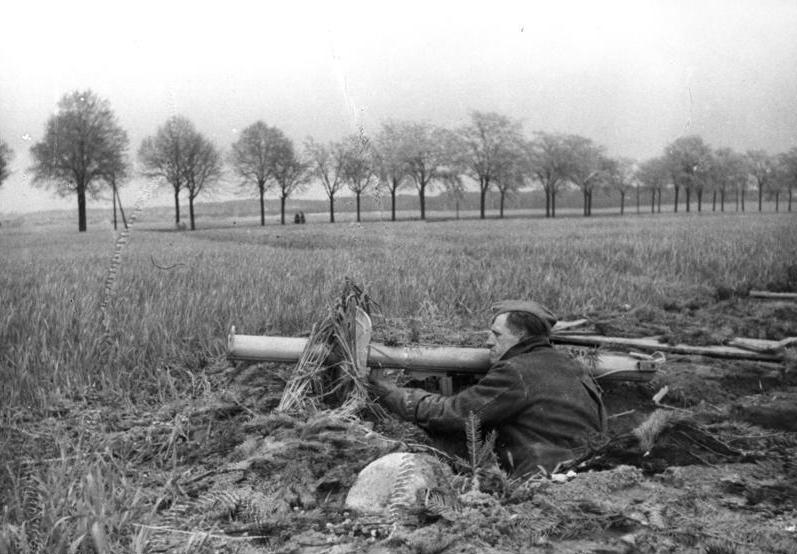
1945 áprilisa: A Volkssturm egy tagja Panzerschreckkel felfegyverezve, Berlinen kívül

Eközben a Berlin–Cottbus országúton a német 5. hadtest nyomult előre. Ferdinand Schörner tábornagy Közép Hadseregcsoportja belekezdett egy ellentámadásba. Megpróbáltak betörni Berlinbe dél felől, az 1. Ukrán Fronton, a 2. lengyel hadsereg egységein a Vörös Hadsereg 52. páncélos gárdadandárján és 5. gárdahadseregén keresztül. Amikor a 4. páncélos hadsereg déli szárnya kisebb sikereket ért el ellentámadásaival az 1. Ukrán Front ellen, Hitler olyan parancsokat adott, melyek rámutattak, mennyire elszakadt a valóság talajától. Arra utasította a 9. hadsereget, hogy tartsák meg Cottbust és állítsanak fel egy nyugatra néző frontot. Ezután támadják meg az észak felé nyomuló szovjet egységeket. Így állítólag, a 4. páncélos hadsereg segítségével, bekeríthették volna az 1. Ukrán Frontot, amit később Felix Steiner hadserege semmisített volna meg Berlin északi részéről érkezve. Később, amikor Steiner elárulta, hogy nincs elég hadosztálya a küldetés végrehajtására, Heinrici azon volt, hogy elmagyarázza Hitlernek, ha a 9. hadsereg nem hagyja el jelenlegi pozícióját azonnal, a szovjetek bekeríthetik azt. Hangsúlyozta, hogy szerinte már így is túl késő visszavonulni. A parancsnok később Hitler tudtára adta, ha nem engedélyezi a nyugatra történő átrendeződést, megkéri hogy mentse fel a szolgálat alól.
1945. április 22-én, a délutáni helyzetjelentésen Hitler hatalmas dühbe jött (híres jelenet az A bukás – Hitler utolsó napjai c. filmből), mikor megtudta, hogy az előző nap előkészített terveit nem lehet végrehajtani. Beismerte, hogy a háborút elvesztették, a tábornokait hibáztatta, és kijelentette, hogy Berlinben marad a háború végéig, majd öngyilkos lesz.
A Führer dühét eközben próbálták enyhíteni: Alfred Jodl tábornok próbálta elhitetni, hogy Walther Wenck 12. hadserege, amely épp az amerikaiak ellen harcolt, Berlinbe tud menni, mivel az amerikaiak már az Elbánál jártak, és valószínűleg meg is állnak ott. Ez a feltevés a megszerzett dokumentumokon alapultak, amely Németország háború utáni felosztásáról szólt. Hitlernek azonnal megtetszett ez az ötlet, és egy órán belül utasította Wencket, hogy vonuljon a 12. hadsereggel északkeletre a fővárost támogatni. Így, ha a 9. hadsereget nyugatra helyezik, csatlakozhat a 12. hadsereghez. Heinrici az éjjel engedélyt adott az összeolvadásra.
Eközben a 2. Belorusz Front felállított egy hídfőt az Odera nyugati partján. A 9. hadsereg elvesztette Cottbust, a szovjetek egyre inkább keletre kényszerítették őket. A szovjet tankok éle Berlin keleti része felé tartott, egy másik pedig áthatolt a város belső védelmi gyűrűjén. Így már a teljes főváros a tüzérség lőtávolságán belülre került.
A szovjet hadi levelezés, a második világháború újságírói stílusainak megfelelően az alábbi beszámolót adta egy fontos eseményről, amely 1945. április 22-én történt helyi idő szerint 8:30 órakor:
|  | „Láttuk, ahogy Goebbels sietve, fehér festékkel a házak falaira firkálja: „Minden német megvédi a fővárosát. Meg kell állítanunk a vörös hordákat Berlin falainál” - Csak próbálkozz és állítsd meg őket!” |
|  | |

|  | „Acél fegyverállások, barikádok, aknák, csapdák, öngyilkos osztagok – mindegyik félresöprődött a nagy szökőár elől. Szitáló eső kezdett esni. Biesdorf mellett láttam az ütegeket, ahogy tüzelésre készülnek. "Mik a célpontok?" – Kérdeztem az ütegparancsnokot. "Berlin központja, a Spree folyó hídjai az Északi pályaudvar (S-Bahnhof Nordbahnhof) és a Berlin Stettini pályaudvar (ma Berlin Nordbahnhof)" - válaszolta. Aztán erélyes hangon megszólalt: „Tüzet nyiss a fasiszták fővárosára!” Lejegyeztem az időt. Pontosan 8:30 volt április 22-én. 96 akna zúdult Berlin központjára pár perc leforgása alatt.” |
|  | |

1945. április 23-án az 1. Belorusz Front és az 1. Ukrán Front folytatta a város körülzárását, elvágva ezzel az utat Berlin és a 9. hadsereg között. Az 1. Ukrán Front egységei nyugat felé haladtak, így lefoglalva a főváros felé siető német 12. hadsereget. Ezen a napon Hitler megbízta Helmuth Weidlinget a berlini védelmi vonalak parancsnokságával, leváltva ezzel Reymann altábornagyot. Közben 1945. április 25-én az 1. Belorusz Front egységei és az 1. Ukrán Front befejezte Berlin körülzárását. A következő napon, 1945. április 25-én a szovjet blokád megerősödött, a vezető egységek áttörték az S-Bahn védelmi gyűrűt. A nap végére világossá vált, hogy a német városvédelem nem tud mást tenni, mint késleltetni a város elfoglalását. A csata meghatározó szakaszai már lezajlottak, a németek pedig elvesztették a harcokat a városon kívül. Habár Schörner hadművelete, amely kezdetben sikeres volt, nagyrészt meghiúsult, így is jelentős károkat okozott a lengyel és szovjet ellenfélnek, lelassítva a haladásukat.

## Csata Berlinben
A Weidling tábornok parancsnoksága alá beosztott városvédelmi erőket nagyjából 45000 katona alkotta a kimerült német hadsereg és Waffen-SS hadosztályokból. Ezeket az egységeket kiegészítette még a rendőrség, a Hitlerjugend és a Volkssturm. A Volkssturm sok idősebb tagja újonc volt, míg mások az első világháború veteránjai közül kerültek ki. Hitler megbízta Wilhelm Mohnkét a központi kormányzati negyed védelmével, beleértve a Birodalmi Kancelláriát és a Führerbunkert is: minderre 2000 férfi állt rendelkezésére.  Weidling megszervezte a védelmet, amit 8 szektorra osztott "A"-tól "H"-ig, majd mindegyik parancsnokául kijelölt egy ezredest vagy tábornokot, viszont sokaknak ezek közül nem volt semmilyen harci tapasztalatuk. A város nyugati részén a 20. gyaloghadosztály, északon a 9. ejtőernyős hadosztály, északkeleten a Müncheberg páncélos hadosztály, délkeleten, a Tempelhof repülőtértől keletre a 11. SS Önkéntes Páncélgránátos Hadosztály, más nevén a Nederland állomásozott. A tartalék 18. Páncélgránátos Hadosztály Berlin központi negyedében tartózkodott.
Április 23-án Berzarin 5. csapásmérő hadserege és Katukov 1. páncélos gárdahadserege megrohamozták Berlint délkeletről, majd miután visszaverték a német 56. páncélos hadtest ellentámadását, április 24. éjszakáján elérték a berlini S-Bahn vasútvonalat a Teltow-csatorna északi oldalán. Ugyanebben az időben Hitler elrendelte, hogy minden német erőt összpontosítsanak a belvárosba, mégis csak kis egységnyi francia SS-önkéntesek érkeztek Gustav Krukenberg vezérőrnagy irányítása alatt. Április 25-én Krukenberg megkapta a legnagyobb szovjet nyomásnak kitett "C" védelmi szektor parancsnokságát.
Április 26-án Csujkov 8. gárdahadserege és az 1. páncélos gárdahadsereg átharcolták magukat a déli városrészeken, majd megtámadták az S-Bahn védelmi gyűrűn belül található Tempelhof repülőteret, ahol komoly ellenállásba ütköztek a Müncheberg hadosztállyal. Április 27-re a két hadosztály (Müncheberg és Nederland), amelyek Berlin délkeleti részét védték, 5 szovjet hadsereggel találták szembe magukat – kelettől nyugatig az 5. csapásmérő hadsereg, a 8. gárdahadsereg, az 1. páncélos gárdahadsereg és Ribalko 3. tank gárdahadserege (az 1. Ukrán Front része) – és egyre nyomultak a város irányába új védelmi pozíciót keresve Hermannplatz körül. Krukenberg értesítette Hans Krebs tábornokot, a szárazföldi erők főparancsnokát, hogy 24 órán belül a Nederlandnek vissza kell vonulnia a központi Z szektorba (Z-Zentrum). A szovjet előrenyomulás főleg ezeken a helyeken történt: délkeletről, a Frankfurter Allee mentén az Alexanderplatzig, délről a Sonnenallee mentén a Belle-Alliance-Platzig, északról pedig a Reichstag mellett. A legnagyobb harcok a Reichstag, a Moltke híd, az Alexanderplatz, a Havel híd körül és Spandaunál zajlottak, a szovjetek itt házról házra, közelharcban küzdöttek. Az SS külföldi alakulatai különösen keményen harcoltak, mivel ideológiailag motiváltak voltak (köztük voltak az egykori spanyol–portugál Kék Hadosztályból származó fanatikus falangisták), és inkább meghaltak, minthogy fogságba essenek. Akadtak továbbá franciák (mintegy 100 fő), sőt dán és vallon önkéntesek is.

### Harc a Reichstagért

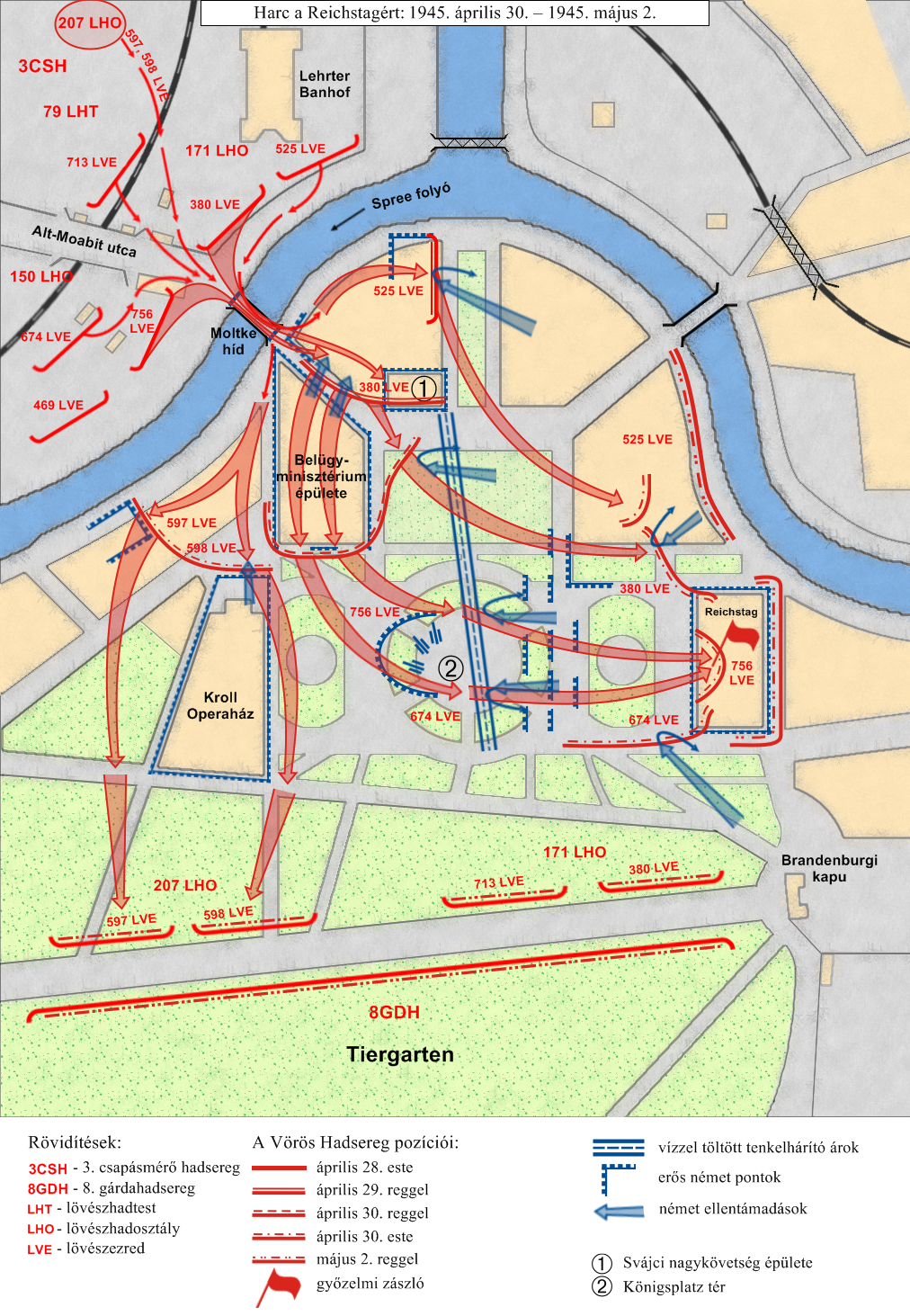
Harc a Reichstagért

Április 29. hajnali óráiban a szovjet 3. csapásmérő hadsereg átkelt a Moltke hídon, majd ellepték a környező utcákat és épületeket. Mivel a sérült hidak nem bírták volna el a tüzérségi lövegek súlyát, az első támadásokat, például a Belügyminisztérium elfoglalását, akadályozta a támogatás hiánya. 04:00 órakor a Führerbunkerben Hitler aláírta végrendeletét, majd nem sokkal később feleségül vette Eva Braunt. Hajnalban a szovjetek délkelet felől egyre közelebb kerültek. Kemény harcok árán sikerült elfoglalni a Gestapo főparancsnokságát a Prinz-Albrechtstrassén, de a Waffen-SS ellentámadása hamarosan visszafoglalt azt. Délnyugaton a 8. gárdahadsereg a Tiergarten park északi részéről támadott.
A következő napon, április 30-án a szovjetek megoldották a hidakkal kapcsolatos problémáikat, és tüzérségi segítséggel 06:00 órakor belekezdtek a Reichstag ágyúzásába, de mivel a németek 12,8 cm-es lövegekkel védekeztek a Zoo (állatkert) légvédelmi toronyból, a szovjetek csak éjjel tudtak behatolni az épületbe. A Reichstag 1933 februári leégése óta nem volt használatban, a belseje inkább hasonlított egy törmelékhalmazhoz, mint egy kormányzati épülethez. A német csapatok ezt kitűnően kihasználták. Vad, szobáról szobára harc következett. Még ekkor is jelentős számú német katona rejtőzött az épület alagsorában, akik ellentámadásokat hajtottak végre a Vörös Hadsereg ellen. 1945. május 2-án a szovjetek teljesen átvették a Reichstag irányítását. A két katonáról készült híres fénykép, amely a szovjet zászló kitűzését örökíti meg, valójában az épület elfoglalását követő nap készült. A szovjetek számára ez az esemény győzelmük szimbólumává vált, bizonyítva ezzel, hogy a berlini csata, valamint a keleti front ellenségeskedései véget értek. Ahogy a 756. ezred parancsnoka, Fjodor Zincsenko parancsa szólt Nyeusztrojev zászlóalj parancsnokhoz: "... a Legfelsőbb Főparancsnokság ... és a teljes szovjet nép utasít, hogy tűzd ki a győzelmi zászlót a Berlin feletti tetőre".

### Harc a városközpontért
Április 30. korai óráiban Weidling személyesen értesítette Hitlert, hogy a város védői az éjszaka alatt valószínűleg kifogytak a lőszerekből. Hitler engedélyt adott arra, hogy megkíséreljen egy kitörést a körülzáró Vörös Hadsereg vonalain át. Ezen a délután a Führer és Eva Braun öngyilkosságot követett el, testüket a bunker közelében elégették. Hitler végrendelete és utolsó akarata szerint Karl Dönitz admirális lett „Németország elnöke” (Reichspräsident), az új flensburgi kormányban (Dönitz-kormány), és Joseph Goebbels lett Németország kancellárja (Reichkanzler).
Ahogy a túlélt, körülkerített védők vonultak vissza, egyre kisebb területük maradt a város központjában, amely az összes oldalról támadásoknak volt kitéve. A Légügyi Minisztérium vasbeton szerkezetét folyamatosan tüzelték a szovjetek. A megmaradt német Tigris harckocsik Hermann von Salza parancsnoksága alatt felvették pozícióikat a Tiergarten keleti részén, hogy megvédjék a várost Kuznyecov 3. csapásmérő hadseregétől (amely bár elsősorban a Reichstag körül tevékenykedett, a Tiergarten északi részén is harcolt), és a Tiergarten déli részén mozgó 8. gárdahadseregtől. Ezek a szovjet erők a virsli alakú szakaszt félbevágták, és még jobban megnehezítették a német egységek szökési kísérleteit.
Május 1. korai óráiban Krebs beszélt Csujkov tábornokkal, a szovjet 8. gárdahadsereg parancsnokával, értesítette őt Hitler haláláról, és hajlandó volt tárgyalni a város megadásáról. Nem tudtak megegyezni, mivel a szovjetek ragaszkodtak a feltétel nélküli megadáshoz, Krebsnek pedig hiányozott a meghatalmazása, hogy ezt elfogadja. Goebbels a kapituláció ellen volt. Délután ő és felesége (miután gyermekeiket megölték), öngyilkosságot követtek el. Goebbels halála elhárította az utolsó akadályt is az elől, hogy Weidling feltétel nélkül megadja magát a helyőrséggel, azonban kivárta a reggelt, hogy szökni próbáljon az éj leple alatt.

### Szökési kísérletek és kapituláció

Wilhelm Keitel aláírja a kapitulációt, 1945. május 8.

Május 1-2. éjszakáján a berlini városőrség maradványai három különböző irányba kíséreltek meg szökést a városközpontból. A nyugati irányba haladók, a Tiergartenen és Charlottenbrücke hídon (A Havel folyón át) keresztül elérték Spandaut, sikeresen átlopózva a szovjet vonalakon. Ez volt az egyetlen sikeres szökési kísérlet. Ezekből viszont csak egy maréknyi katona élte túl, sokan a nyugati szövetségesek foglyai lettek, a legtöbbet pedig megölte, vagy fogságba ejtette a Vörös Hadsereg. Május 2. hajnalán a szovjetek elfoglalták a Birodalmi Kancelláriát. Antony Beevor, hadtörténész rámutat, hogy mivel a legtöbb német katona elhagyta a helyszínt, az ellenállás sokkal kisebb lehetett, mint amilyen a Reichstagban volt. Weidling tábornok és állománya 06:00 órakor megadta magát. 08:23 órakor találkozott Vaszilij Csujkov tábornokkal. Megállapodtak, hogy felszólítja a város védőit a szovjeteknek való megadásra. Csujkov tábornok és Vaszilij Szokolovszkij útmutatásai alapján Weidling írásban parancsot adott a kapitulációra.
A 350 fős állatkerti légvédelmi torony helyőrsége elhagyta az épületet. Néhány körülzárt helyen az SS egységei visszautasították a megadást, a szovjetek ezeket az épületeket felrobbantották.

## Csata Berlinen kívül
Valamikor április 28–29-én Gotthard Heinrici tábornokot, a Visztula Hadseregcsoport főparancsnokát felmentették szolgálat alól, amiért ellenszegült Hitler azon parancsának, mely szerint Berlint minden áron tartani kell, és tilos visszavonulni. Amíg helyébe érkezett Kurt Student tábornok, a vezetést ideiglenesen Kurt von Tippelskirch vette át. Egyes források szerint Student brit fogságba esett, és soha nem érkezett meg. Függetlenül attól, hogy Tippelskirch vagy Student volt a hadseregcsoport főparancsnoka, a gyorsan romló helyzet miatt a hadseregek irányítása már csak névleges volt, vagy igen kis jelentőséggel bírtak.
Április 29. éjszakáján Krebs rádión kapcsolatba lépett Alfred Jodl tábornokkal (Legfőbb hadseregparancsnok):
|  | „Azonnal jelentést kérek. Először is Wenck egységeinek hollétéről. Másodszor, a támadás tervezett idejéről. Harmadszor, a 9. hadsereg pozíciójáról. Negyedszer, a 9. hadsereg áttörésének pontos tervezett helyéről. Ötödször, Rudolf Holste egységeinek hollétéről.” |
|  | |

Április 30. hajnalán Jodl válaszolt Krebsnek:
|  | „Először is Wenck egységei leragadtak a Schwielow-tó déli részén. Másodszor, a 12. hadsereg ebből kifolyólag képtelen folytatni útját Berlin felé. Harmadszor, a 9. hadsereg nagyrésze megadta magát. Negyedszer, Holste hadteste védekezik.” |
|  | |

### Észak
Amíg az 1. Belorusz Front és az 1. Ukrán Front bekerítette Berlint, és elkezdte a csatát a városban, Rokosszovszkij 2. Belorusz Frontja offenzívába kezdett Berlin északi részén. Április 20-án Szczecin és Schwedt között a front megtámadta a III. Pancélos hadsereg által alkotott Visztula Hadseregcsoport északi szárnyát. Április 22-ig a 2. Belorusz Front felállított egy hídfőt az Odera keleti partján. Április 25-én A front áttört a III. Páncélos hadseregen, majd Szczecintől délre átvágott a Randowbruch-mocsáron, ahol most már szabad volt az út nyugat felé, Montgomery brit 21. hadseregcsoportja irányába, és észak felé a balti kikötőig, Stralsund városáig.
A Berlintől északra elhelyezkedő német 3. páncélos hadsereg és a német 21. hadsereg Rokosszovszkij 2. Belorusz Frontjának nyomására 32 km-t vonult vissza nyugati irányba az Elba és a szovjetek közé szorulva. Nyugatról a brit 21. hadseregcsoport (amely május 1-én áttörte az elbai hídfőt, és elfoglalta Wismar és Lübeck városát), keletről Rokosszovszkij 2. Belorusz Frontja, délről az Egyesült Államok 9. hadserege állta útjukat.

### Dél

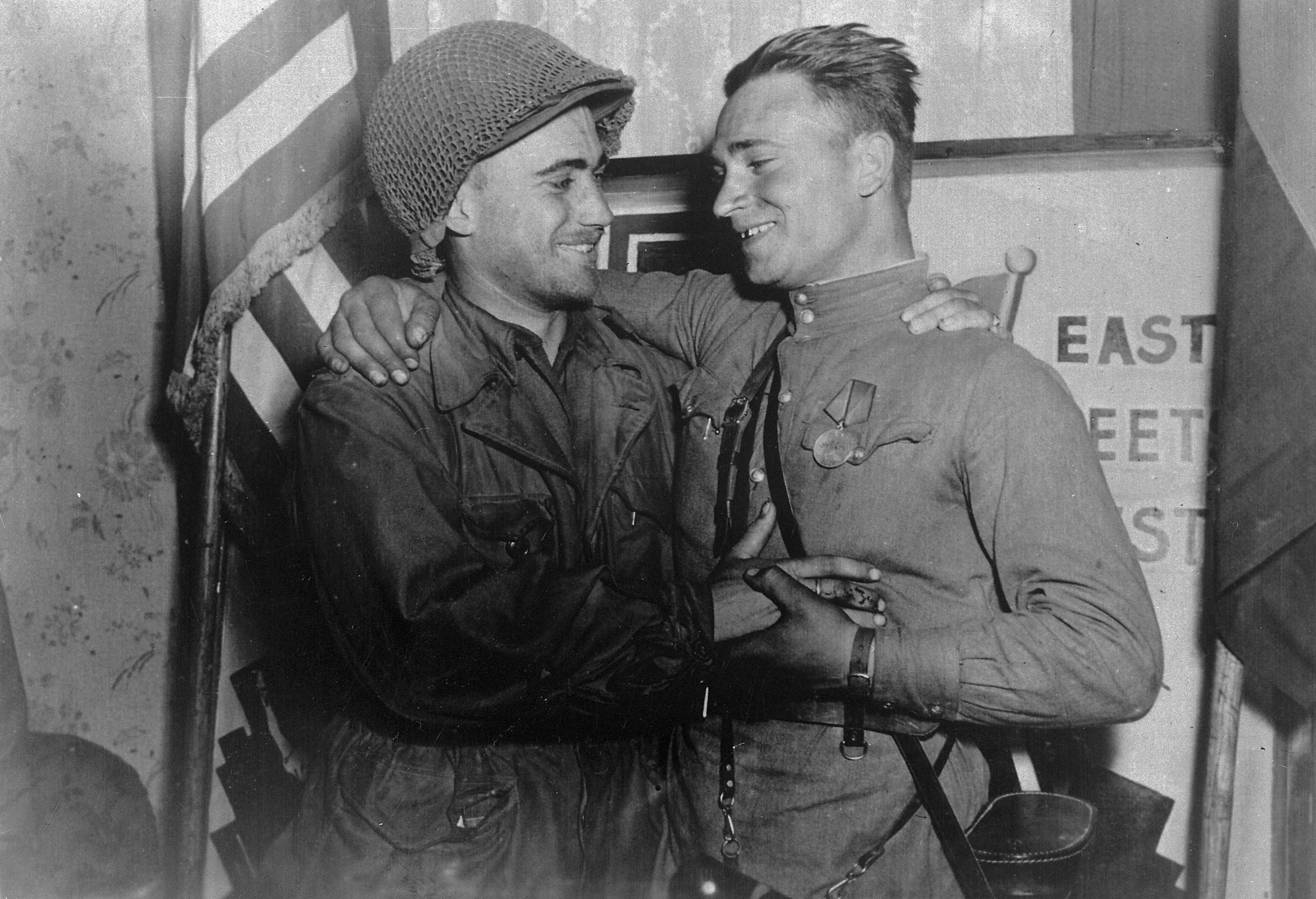
William Robertson, amerikai hadnagy és a szovjet Alekszandr Szilvasko közös képe szimbolizálja a szovjet és amerikai hadsereg történelmi találkozását Torgau mellett. (A háttérben látható felirat: East Meets West – Kelet és nyugat találkozik)

Az 1. Ukrán Front kezdeti sikerei lehetővé tették, hogy április 25-re nagy területekre tegyenek szert a várostól délre és délnyugatra. A front elülső része találkozott az 1. Belorusz Front egységeivel Berlintől nyugatra. Eközben az 1. Ukrán Front 5. gárdahadseregének 58. gárda lövészhadosztálya felvette a kapcsolatot az Egyesült Államok 1. hadseregének 69. gyaloghadosztályával Torgau mellett, az Elbán. Ezek a manőverek 3 részre osztották a déli német erőket. A német 9. hadsereg megadta magát Halbe mellett. Wenck 12. hadserege, Hitler április 22-i parancsát megszegve, megkísérelte az erőket délnyugat felől Berlinbe helyezni, de Potsdam körül az 1. Ukrán Front állta útját. Schörner Közép Hadseregcsoportja visszavonulásra kényszerült a berlini csatából a kommunikációs vonalaik mentén, Csehszlovákia felé.
Az 1. Ukrán Front kezdeti sikerei lehetővé tették, hogy április 25-re nagy területekre tegyenek szert a várostól délre és délnyugatra. A front elülső része találkozott az 1. Belorusz Front egységeivel Berlintől nyugatra. Eközben az 1. Ukrán Front 5. gárdahadseregének 58. gárda lövészhadosztálya felvette a kapcsolatot az Egyesült Államok 1. hadseregének 69. gyaloghadosztályával Torgau mellett, az Elbán. Ezek a manőverek 3 részre osztották a déli német erőket. A német 9. hadsereg megadta magát Halbe mellett. Wenck 12. hadserege, Hitler április 22-i parancsát megszegve, megkísérelte az erőket délnyugat felől Berlinbe helyezni, de Potsdam körül az 1. Ukrán Front állta útját. Schörner Közép Hadseregcsoportja visszavonulásra kényszerült a berlini csatából a kommunikációs vonalaik mentén, Csehszlovákia felé.
Április 24. és május 1. között a 9. hadsereg kétségbeesett harcokat folytatott Halbe környékén, kitörést kíséreltek meg, hogy aztán csatlakozhassanak a 12. hadsereghez. Hitler feltételezte, hogy egy sikeres kitörés után a 9. hadsereg egyesítheti erőit a 12. hadsereggel, amely így képes lesz felmenteni Berlint. Nincsenek bizonyítékok arra, hogy Heinrici tábornok, Busse vagy Wenck tudott volna arról, hogy ez stratégiailag kivitelezhetetlen, viszont Hitler beleegyezése lehetőséget adott a 9. hadsereg számára, hogy áttörjön a szovjet vonalakon, és megadja magát az Egyesült Államok hadseregének. 
Április 28. hajnalán a Clausewitz páncélos, a Scharnhorst gyalogsági és a Theodor Körner gyalogsági hadosztályok délnyugat felől támadtak a főváros irányába. Ezek Wenck 20. hadtestének részei voltak, és elsősorban tiszti iskolák diákjai alkották. A németek legjobb tartalék-egységei közé tartoztak. 24 km-en harcoltak, mielőtt erős ellenállásba ütköztek a Schwielow-tó mellett, Potsdamtól délnyugatra, 32 km-re Berlintől. Az éjszaka alatt ben jelentette a legfelsőbb főparancsnokságnak, hogy a 12. hadsereg teljesen visszaszorult. Már nem tudtak tovább várni a 9. hadsereg támogatására. Eközben a 9. hadsereg körülbelül 25 000 katonája több ezer civillel együtt a halbei katlanon véres csata árán áttört, és elérte a 12. hadsereg vonalait. A kitörés veszteségei mindkét félnél egyaránt súlyosak voltak. A csata után körülbelül 30 000 németet temettek el a Halbe melletti temetőben. Nagyjából 20 000 szovjet katona szintén meghalt az ütközetben; nagy részüket a Baruth–Zossen út melletti temetőben temették el. Ennyi halottról tudunk, de az elesettek számát pontosan nem ismerjük. Senki nem tudja hány civil halt meg, azonban becslések szerint ez a szám 10000 köré tehető.
Miután nem sikerült betörni Berlinbe, Wenck 12. hadserege a harci visszavonulás mellett döntött az Elba és az amerikai vonalak mentén. Május 6-ig a német hadsereg nagy része megadta magát az Egyesült Államok 9. hadseregének. Eközben a 12. hadsereg hídfője a főparancsnokságával együtt a Schönhausen parkban erős szovjet ágyúzásnak volt kitéve, mozgási területe 2–8 km-re korlátozódott.

### Kapitulációk
Május 2–3. éjszakáján Hasso von Manteuffel tábornok, a III. páncéloshadsereg parancsnoka Kurt von Tippelskirch tábornokkal, a 21. hadsereg főparancsnokával együtt megadta magát az Egyesült Államok hadseregének. Dietrich von Saucken 2. hadserege, amely Berlin északkeleti részén, a Visztula deltájában harcolt, május 9-én megadta magát a szovjeteknek. Május 7. reggelén a német 12. hadsereg hídfője kezdett összeomlani. Wenck átkelt az Elbán, és megadta magát az amerikai 9. hadseregnek.

## Következmények

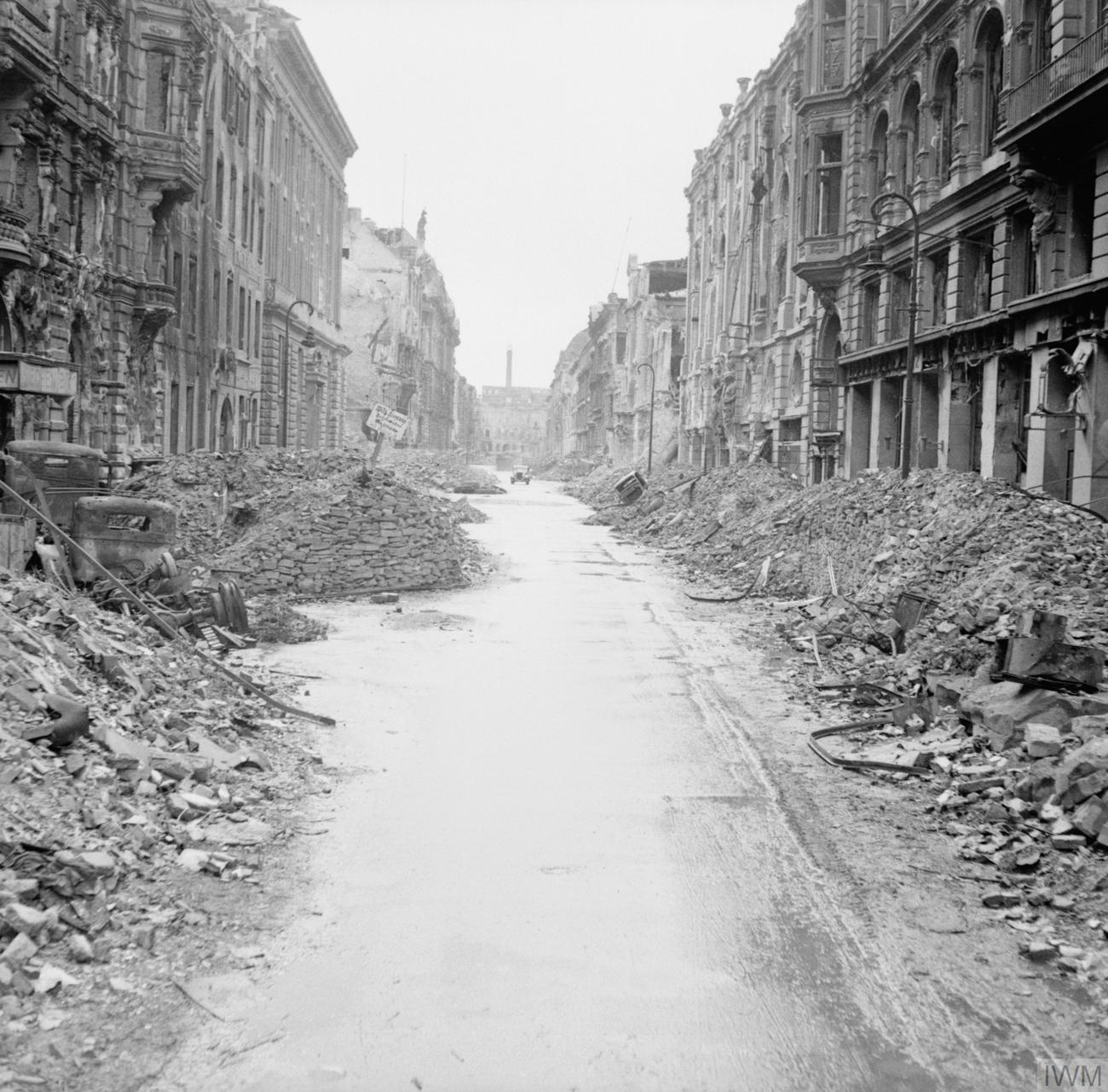
Egy elpusztított utca,1945. július 3.

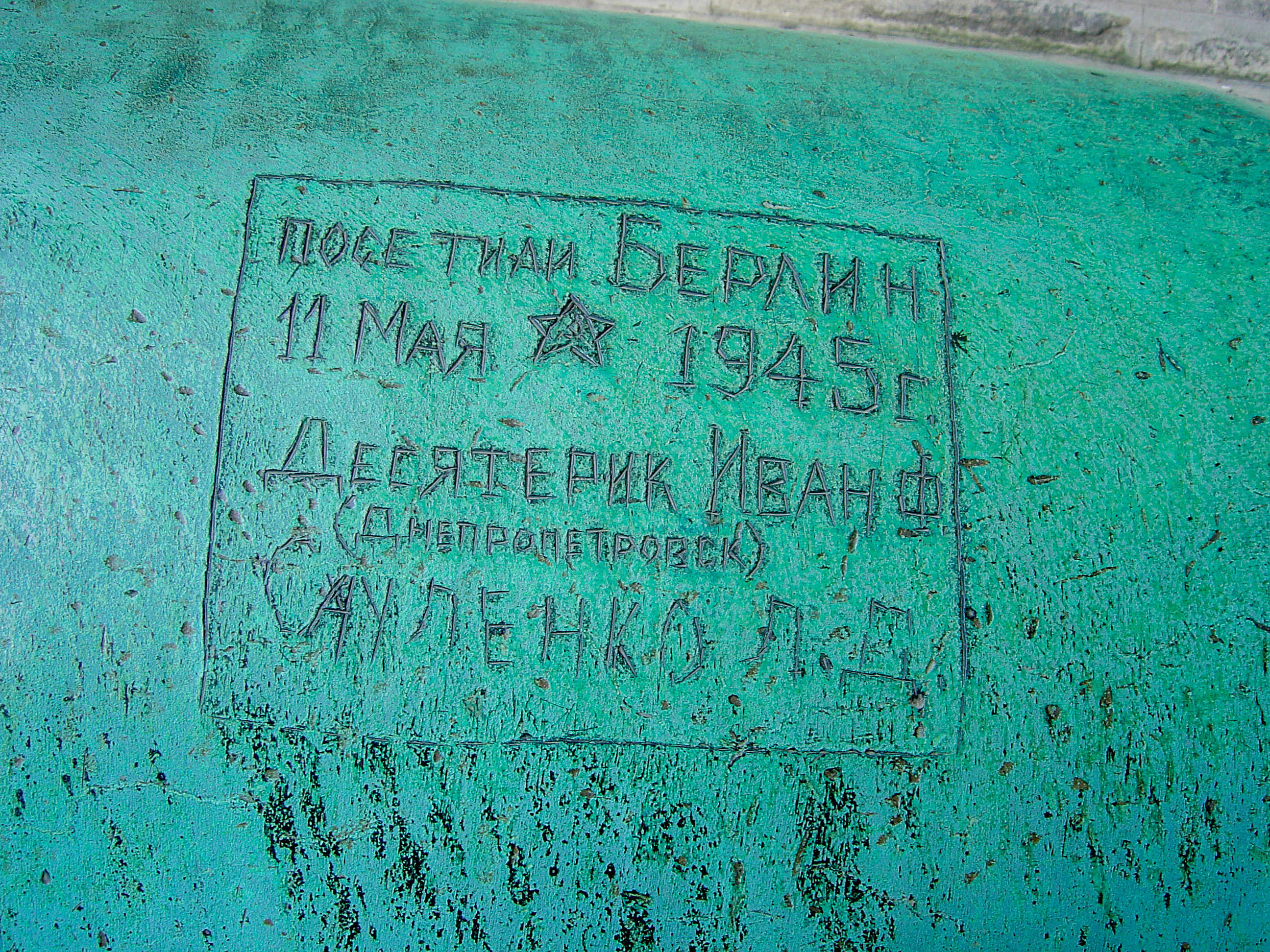
Szovjet (ukrán) katonák graffitija egy történelmi francia ágyún Berlinben, 1945-05-11; az ágyú ma Párizsban áll az Invalidusok udvarán

Grigorij Krivosejev munkája alapján, amely a nyilvánosságra hozott dokumentumokon alapszanak, a szovjet erők vesztesége 81 116 fő volt, amely tartalmazza a seelowi-magaslatoki és halbei csatákat; továbbá 280 251 sebesült és beteg is szerepel a jelentésben. A hadművelet a szovjeteknek további 1997 harckocsiba és önjáró lövegbe került. Krivosejev megjegyzi: „Minden elveszett fegyver és felszerelés pótolhatatlannak számít, azaz a javításuk nem gazdaságos, vagy tovább nem használhatók.” A kezdeti szovjet becslések a német elesetteket 458 080-ban, a német foglyokat 479 298-ban állapítja meg, bár német kutatások szerint a halottak száma körülbelül 92 000-100 000 között mozog. A civil veszteségek ismeretlenek, de 125 000-re becsülik az elhunytak számát.

Német nők ruhát mosnak egy vízcsapnál, mögöttük egy kilőtt német felderítő-kocsi, 1945. július 3.

A város azon részein, melyeket a szovjetek elfoglaltak, a hatóságok intézkedéseket hoztak az alapvető szolgáltatások helyreállítása érdekében. A város szinte teljesen el volt zárva a külvilágtól, a bombázások által tönkretett szennyvízcsatornák pedig beszennyezték az ivóvízkészleteket. A szovjet hatóságok helyi németeket jelöltek ki mindegyik városrész irányítására, és a romok eltakarításának megszervezésére. A Vörös Hadsereg továbbá komoly erőfeszítéseket tett a lakosság élelmezése érdekében. A legtöbb német, úgy mint katonák és civilek hálásak voltak az ételért, melyeket Nyikolaj Berzarin vezérezredes parancsára élelmezési központokban vehettek át. A kapituláció után a szovjetek házról házra jártak, letartóztattak és bebörtönöztek mindenkit, akin egyenruha volt, beleértve a tűzoltókat és vasutasokat is.
A csata befejezését követő napokban a bosszúálló szovjet csapatok a város több részén tömeges nemi erőszakot, fosztogatásokat, és gyilkosságokat követtek el. Oleg Budnyickij, a moszkvai Legfelsőbb Gazdaságtudományi Iskola történésze egy BBC rádió műsorban azt nyilatkozta, hogy a Vörös Hadsereg katonái megdöbbentek, amikor elérték Németországot. "Életében először nyolcmillió szovjet ember ment külföldre. A Szovjetunió egy zárt ország volt. Minden, amit az idegen államokról tudtak, az a munkanélküliség, az éhezés és a kizsákmányolás volt. Aztán eljönnek Európába és valami nagyon eltérőt látnak a sztálini Oroszországtól... Főleg Németországban. Igazán dühösek voltak, nem értették, miért ilyen gazdagok..."
A szovjetek élelmezési és újjáépítési erőfeszítései problémákba ütköztek. 1945 júniusában, a kapituláció után egy hónappal, az átlagos berlini csak 64%-át kapta a napi ajánlott 1240 kilokalóriának, továbbá több mint egymillió ember élt otthon nélkül.

## Emlékezet

1. 5 győzelmi zászló, a Reichstagra kitűzött lobogó alapján

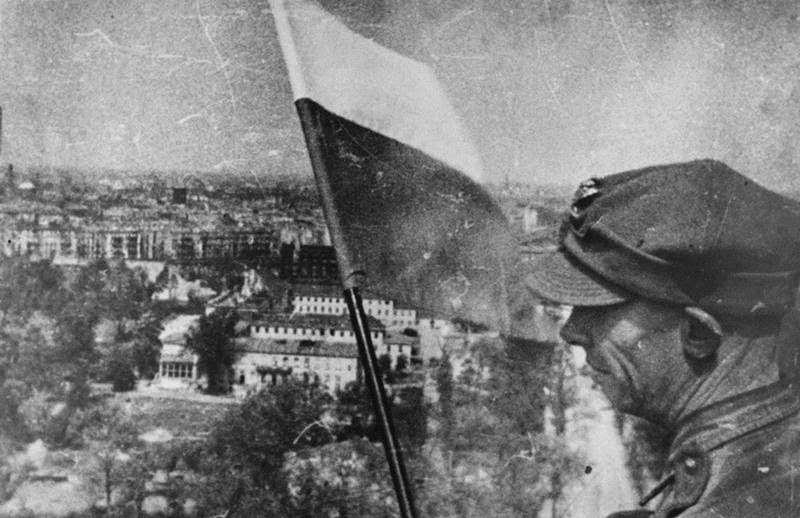
Lengyel zászló a berlini győzelmi oszlop tetején, 1945. május 2.

Az 1 100 000 szovjet, aki részt vett Berlin elfoglalásában április 22-től május 2-ig, Berlin Bevételéért Emlékérmet kapott.
A győzelmi zászló, melyet a győzelem napi megemlékezéseken használnak, Oroszország 2007. május 7-én elfogadott szövetségi törvényében van meghatározva, mint a Reichstagra kitűzött zászló másolata.
Lengyelország hivatalos zászló napja minden év május 2-án kerül megrendezésre, a berlini csata utolsó napjának alkalmából, amikor is a Lengyel Hadsereg kitűzte a lobogót a berlini győzelmi oszlopra.
2025-ben ünnepeljük a 80-dik évfordulóját.

## Fordítás
Ez a szócikk részben vagy egészben  a   Battle of Berlin című angol Wikipédia-szócikk ezen változatának fordításán alapul.  Az eredeti cikk szerkesztőit annak laptörténete sorolja fel. Ez a jelzés csupán a megfogalmazás eredetét és a szerzői jogokat jelzi, nem szolgál a cikkben szereplő információk forrásmegjelöléseként.